# Pošte Srpske
Preduzeće za poštanski saobraćaj Republike Srpske або Компанія поштового перевезення Республіки Сербська — більш відома як Pošte Srpske, є одним з трьох державних операторів поштового зв'язку в Боснії та Герцеговині, базується в Баня-Луці. Компанія є найбільшим поштовим оператором Республіки Сербська.

## Історія

### Війна в Боснії та Герцеговині
До війни в Боснії та Герцеговині пошта Югославії відповідала за поштові послуги на території СР БіГ . Однак, на початку війни в Боснії та Герцеговині, поштова система в БіГ зазнала краху. Спочатку часто траплялись збройні напади на поштові машини та барикади на дорогах, що унеможливлювало здійснення доставки пошти .
Пізніше, в лютому-березні 1992 року, в Боснії та Герцеговині почалася війна, яка спричинила руйнування поштових об'єктів та зміну командування армій по всій Боснії та Герцеговині. Поштові одиниці, розташовані на території з більшістю сербського населення, були відокремлені від поштової системи Боснії та Герцеговини.

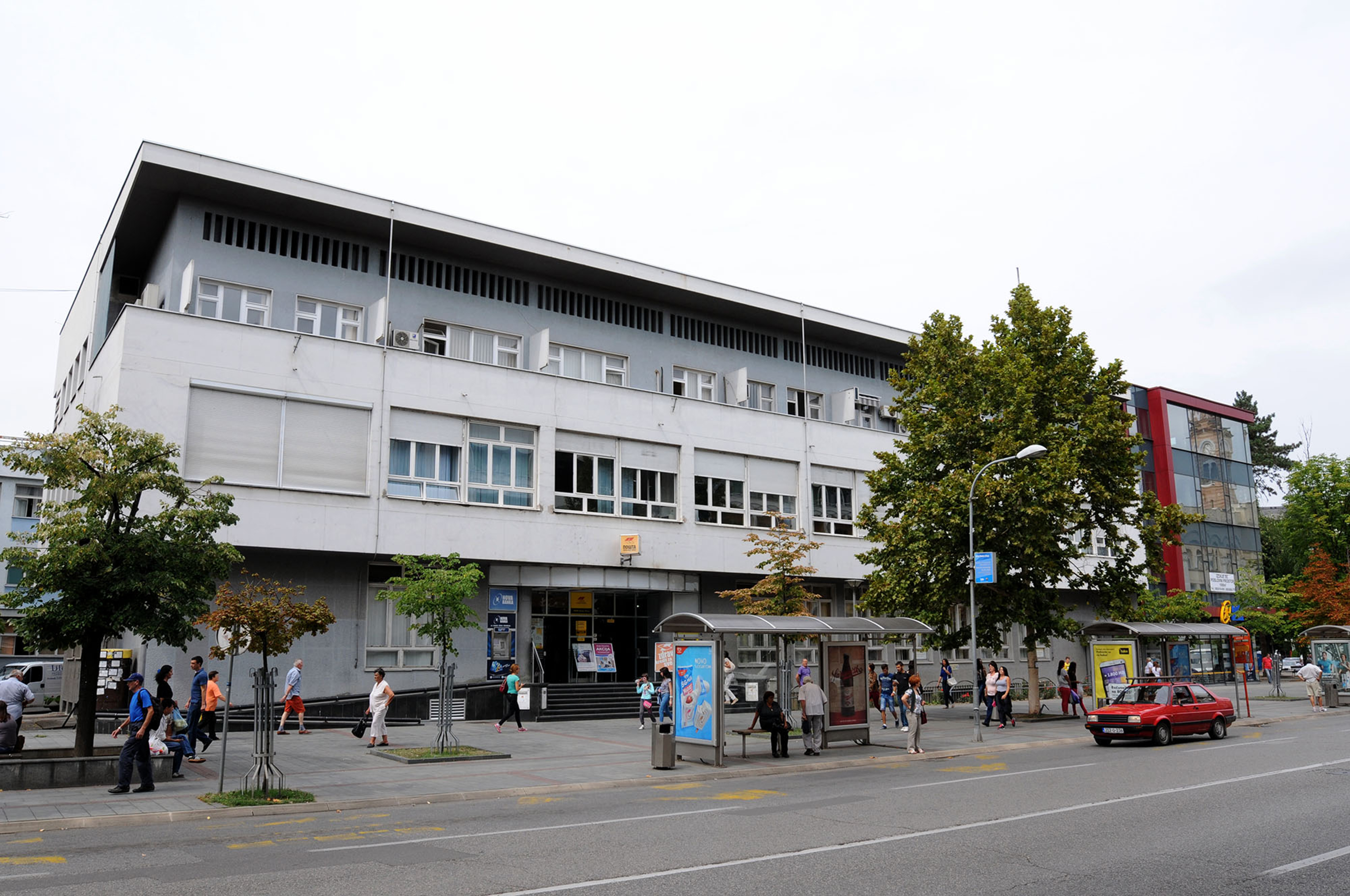
Поштове відділення в Баня-Луці

На території Республіки Сербської (РС) залишилося 258 поштових відділень та два поштові центри у Бієліні та Баня-Луці. Найбільшими проблемами, які ускладнили створення нової системи РТТ на території РС, були відсутність поштових ліній, відсутність транспортних засобів для доставки пошти, відсутність палива та недостатня потужність поштових центрів.
24 травня 1992 р. уряд Республіки Сербської створив єдину публічну компанію PTT-трафік Республіки Сербська.
Через кілька місяців усі поштові відділення в РС були підключені до роботи, утворено нові поштові відділення та встановлено регулярний обмін поштовими відправленнями. У червні 1992 р. почав використовуватися міжнародний поштовий трафік, для якого до кінця війни в Боснії та Герцеговині використовувався індекс 11073 у Белграді.
Війна в Боснії та Герцеговині вже в травні призвела до втрати сухопутної мережі між західною частиною Республіки Сербської та тодішньою Республікою Сербською Крайною з іншими частинами Республіки Сербської та Сербією, і тому єдиним способом поштового сполучення було через аеропорт Баня-Луки в селищі Магуляни, який знаходиться за 20 км на північ від Баня-Луки.
Поштовий рух з Республікою Сербська Крайна і Союзною Республікою Югославія розглядався як внутрішній, тоді як рух з іншими республіками колишньої СФРЮ здійснювався через Белград, крім Федерації БіГ, з якою поштовий рух був відновлений лише після війни в Боснії та Герцеговині. Крім того, відправлення, відправлені до Хорватії, не гарантували прибуття до місця призначення.

### Після війни
Після поділу колишньої системи PTT Республіки Сербської на дві компанії: JODP «Пошта Сербської» та JODP «Telekom Srpske», більш відомої як «M: tel», 10 грудня 1996 року була заснована Preduzeće za poštanski saobraćaj Banja Luka.

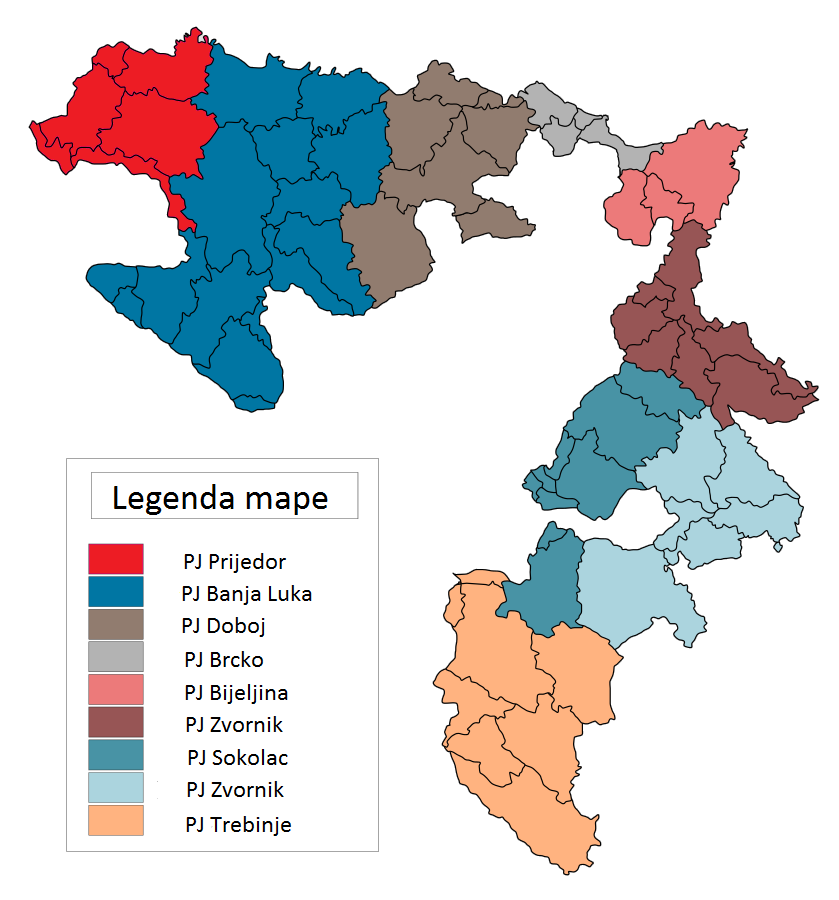
Поштова мережа Пошта Сербської

1997 року було підписано угоду про субсидію для Пошти Сербської, яка зобов'язує Telekom Srpske виплачувати 5 % річних доходів до 2007 року.
2001 року службу перетворено на акціонерне товариство зі штаб-квартирою в Баня-Луці та частково приватизовано. До цього часу Пошта Сербської була державною компанією, тому вона була на 100 % у владі Уряду Республіки Сербська. Акції Пошти Сербської можна було купити на фондовій біржі Баня-Луки.
10 травня 2006 року Ясмінка Кривокуча була обрана наступницею колишнього директора Мілутіна Пейіча.
1 січня 2008 року Пошту Республіки Сербської прийнятл до асоціації PostEurop із 48 найбільших поштових компаній Європи.
2008 року служба почала надавати послуги «Швидкої пошти», які гарантують, що відправлення прибуде до місця призначення дуже швидко (наприклад, до Республіки Сербської, протягом 24 годин). Того ж року було прийнято угоду про створення власного поштового банку під назвою «Поштовий банк».
2008 року почалася робота над реалізацією «Магістральної мережі», тобто єдиної поштової мережі, оскільки цей радіорелейний пристрій з'єднав би Пошту Сербської в єдину інформаційну систему, що, за словами директора Пошти Сербської, могло б заощадити 810 000 KM, тому що тоді більше не доведеться використовувати послуги Telekom Srpske.
Того року був підписаний контракт з електроенергетичною компанією Elektrokrajina, що базується в Баня-Луці, яка зобов'язує цю компанію безкоштовно доставляти електроенергію до Пошти Сербської в обмін на Пошту Сербської, яка доставлятиме близько 235 000 рахунків користувачам Elektrokrajina в містах та муніципалітети Баня-Луці, Пріедор, Прнявор, Градішка, Kozarska Дубіца, Србац, Мрконіч Град, Нови Град і Лактасі.

5 січня 2011 року Пошта Сербської отримала міжнародний поштовий код IAS 78003 Баня-Лука, ставши таким чином рівним BH Pošta та Hrvatska pošta Mostar.
2011 року «Швидка пошта» почала працювати з Хорватією, Чорногорією та Словенією. Під час травневої повені 2014 року компанії було завдано збитків на 3,8 млн КМ, з яких найбільший збиток зазнала пошта в Добої, де було знищено майже 100 % поштових споруд. Наприкінці року компанія подала заявку на допомогу Міжнародному поштовому союзу, який у березні 2015 року передав їм 40 комп'ютерів.
[[Datoteka:Prijedor_marka.jpg|міні|282x282пкс|Персоналізована марка Пошти Сербської із зображенням міста Прієдор]]

## Персоналізована поштова марка
У 2008 році була введена персоналізована поштова марка (PPM), де відправник може сам вирішити, яке зображення має бути на ній.

## Право власності
До 2001 року компанія була публічною державною власністю. 2001 року вона стала акціонерним товариством.
Акціонерами є :
| Частка | Акціонер                                      |
| ------ | --------------------------------------------- |
| 65 %   | Фондовий фонд Республіки Сербської            |
| 10 %   | Пенсійний резервний фонд Республіки Сербської |
| 6,2 %  | Zepter fond a.d. Banja Luka                   |
| 2,6 %  | ZIF «VB Fond» a.d. Banja Luka                 |
| 0,53 % | ZIF «Bors Invest Fond» a.d. Banja Luka        |
| 5 %    | Реституційний фонд Республіки Сербської       |
| 10 %   | Інші                                          |

## Поштові індекси
Це поштові індекси десяти найбільших міст Республіки Сербської (за кількістю населення):
- Баня-Лука : 78000
- Бієліна : 76300
- Приєдор : 79000

- Добой : 74000
- Східне Сараєво : 71123
- Требіньє : 89000
- Градішка : 78400
- Прнявор : 78430
- Модріча : 74480
- Лакташі : 78250

## Філателістичні видання
Щороку Пошта Сербської проводить добірку найкрасивіших поштових марок — Пошта Сербської.

## Листоноша
«Постоноша» — газета, яка інформує листонош Пошти Сербської про поточні події в цій компанії, а також про новини про поштові відділення по всьому світу.

## Постадіада
Щороку з 16 по 19 жовтня проводиться «Поштовий фестиваль»: Спортивні ігри для листонош. Кілька міст надсилають своїх листонош в якості представників, які змагаються за них у шахах, волейболі, швидкій ходьбі, стрільбі з лука, настільному тенісі, малому футболі та перетягуванні каната.